# 香港證券及期貨交易史
香港正式的證券交易市場開啟於1891年香港股票經紀會的成立，期貨交易則創始於1976年12月17日香港商品期貨交易所的成立。2000年3月6日，兩者合併。

## 證券交易史

### 早期發展
香港的證券交易歷史悠久，早於19世紀香港開埠初期已出現，但到1891年香港股票經紀會（The Stockbrokers' Association of Hong Kong）成立，香港始有正式的證券交易市場。1914年2月21日，該會易名為香港股份總會（Hong Kong Stock Exchange）。1921年10月1日，香港股票經紀協會（Hong Kong Sharebrokers' Association）註冊成立，屬香港第二間交易所。此后，香港股票及經紀社（1924年），加以香港匯兌經紀會所（年分不詳）相继成立，但此兩間交易所均於三十年代初倒閉。第二次世界大戰結束後，香港股票經紀會和香港股票經紀協會於1947年3月合併，成為香港證券交易所（Hong Kong Stock Exchange Limited），簡稱「港交所」，俗稱「香港會」。

### 四會時代
當時，上市公司多是英資企業，香港證券交易所也主要由英國人管理。1960年代末，香港經濟起飛，華資公司對上市集資的需求开始也越來越大，促成更多以華資擁有及管理的交易所開業，遠東交易所（The Far East Exchange Limited，俗稱「遠東會」）、金銀證券交易所（The Kam Ngan Stock Exchange Limited，俗稱「金銀會」）及九龍證券交易所（The Kowloon Stock Exchange Limited，俗稱「九龍會」）先後成立。
香港原四家交易所及創立年份：
- 香港證券交易所 - 1947年
- 遠東交易所 - 1969年12月17日
- 金銀證券交易所 - 1971年3月15日
- 九龍證券交易所 - 1972年1月5日

1973年1月8日，四家證券交易所協議，將每日交易時間劃一；並成立證券事務諮詢委員會，委任證券監理專員，協助證券相關法例的制定及執行。
香港政府鑒於越來越多證券交易所成立會令監管困難，因此在1973年3月1日緊急頒布《1973年證券交易所管制條例》，規定自1973年3月2日起，創立任何交易所，需要獲得財政司或港督的批准。

### 四會合併
一個城市擁有4家交易所，在世界上甚為罕見，而且也帶來行政與監管上的困難。在香港政府的促成下，四家交易所开始合併。早於1974年7月四家交易所同意組成名為香港證券交易所聯會（The Hong Kong Federation of Stock Exchanges，簡稱「聯會」），就未來發展及合併交換意見。期間在1977年曾發生「香港會」及「遠東會」私下的「小合併」事件，最終因「香港會」內部分岐而拉倒，但是在該年8月24日，經過多月籌備，「越所買賣」正式在「香港會」及「金銀會」開始，成交踴躍，約有38萬元。
1980年7月，香港聯合交易所有限公司（The Stock Exchange of Hong Kong Limited，簡稱「聯交所」）註冊成立，為正式合併踏出第一步。1981年10月30日，香港聯合交易所舉行第一屆會員大會，選出21人委員會，其中，胡漢輝獲選為為董事會主席（583票），湛兆霖（523票）、李福兆（511票）、王啟銘（505票）及馬清忠，獲選為董事會副主席。1985年香港期貨交易所有限公司（The Futures Exchange of Hong Kong Limited，簡稱「期交所」）正式開業。經過12年籌備，1986年3月27日四家交易所在收市後一同停業，結束四會並立的時代，當日恒生指數為1,625.94，上市公司總市值約2,500億元。4月2日，四會正式合併，上午10時正「聯交所」主席李福兆邀請財政司彭勵治（J. Bremridge）、經濟司易誠禮（J.F. Yaxley）及金融司林定國（D.A.C. Nendick）等進行簡單的買賣儀式，宣佈聯合交易所開始運作，並成為香港唯一的證券交易所，香港證券市場進入一個新時代。聯交所交易大堂設於香港中環交易廣場，採用最先進的電腦輔助交易系統進行證券買賣。首項交易是彭勵治買入太古洋行，原因一是彭氏曾任太古集團董事長，二是行內稱太古為大吉祥，是好兆頭的象徵，該日成交股數為3,300萬股，成交達2.26億。9月22日，聯交所獲接納成為國際證券交易所聯合會（Federation Internationale des Bourses de Valeurs）的正式成員，得到國際的肯定。同年10月6日再由港督尤德主持「醒獅點睛」儀式，在鑼鼓聲中宣佈香港股市進入一個新年代。

### 停市四天
由於當時香港股市的市盈率比日本東京和美國紐約都低，所以恒生指數由1984年底1200.38點起步，升至1987年10月1日3949.73點的高位，上升6.09，最高更曾一度升上3968點。兩年多升幅達175%，次日，成交亦創歷史新高達54.07億元。10月16日，美國杜瓊斯工業平均指數大幅下跌91.55點，約為當時的5%，遂使國際指數大幅下跌，香港亦不能獨善其身，當日恆生指數一度下跌100多點，跌市最凌厲在中午的一段時間，那時市場全無利淡消息入市，大家不知道大市因何下跌。午後市道出現反彈，這反彈令不
少投資者對後市繼續抱有信心，才會被接踵而來的狂瀉殺個措手不及。當日全日指數只下跌45.44，而期指仍高水達107.1（現貨月份），遠期月份的溢價更高逾200點；報章引述證券業人士的看法，極大部分都繼續看好後市，認為市底穩好，下周便可反彈回升。只有極小部分認為只受到美國加息的影響，調整之勢或會持繽，但似乎沒有人敢對後市看淡。
10月19日，市場受到美國紐約股市大跌的拖累，當日香港股市開市，強大的拋售浪潮便告出現，所有藍籌股紛紛低開好幾個價位，接著沽盤排山倒海般出現，二、三線股份跌幅更見凌厲，許多股份牌下更只有
賣家，沒有買家。市場只有賣非但不跌，竟還逆市上升，十時十五分（開市後十五分鐘）恆生指數已跌去120點，接著市場喘定下來，沽盤稍收斂，普遍股價企定於低位，十一時正恆生指數彈升了二點多，接下來另一輪沽售狂潮又再湧現，十二點鐘恆生指數再跌去約140點，報3524.64。由於跌市實在過分，而且市場全無看淡的理由，於是十二點過後，一些經紀行開市執平貨，使恆生指數輕微反彈23點，以3547.90收市。
下午二時三十分股市重開，賣盤排山倒海般湧至，連「跌市奇葩」置地也告不支而下跌，整個下午短短一個鐘頭，恆生指數再跌185點，許多股票甚至是藍籌股均只有賣家，買家牌下空無一人，股民欲沽無從、欲哭無淚，市場投資情緒就在這一日內從絕對樂觀轉為極度悲觀。
當日香港股市十大上升幅度最大的股票只有一隻，就是「百利達熊債券（1992年期）」，全日升幅為8.33%，十大跌幅之首的股票就是「港澳發展1996年認股證」，跌幅高達32%。由3783.20點急跌420.81點至3362.39點，跌幅之大及跌勢之急引起社會高度關注。聯交所翌日早上8:30召開緊急會議，決定停市4天，希望投資者有時間冷靜情緒，避免恐慌性拋售，同時讓經紀可以處理積壓的交易。
10月26日股市重開，股民隨即展開拋售，恒指急挫1120.70點，單日整體市值蒸發三成多。政府及市場人士以減息（兩次各減1厘）、放寬合併收購及貸款給香港期貨保證公司（Hong Kong Futures Guarantee Corporation Limited）等救市行動，並未能收即時之效，10月底恒指報收2240.13點，較上月底下跌43.2%。

### 國企股及紅籌股出現
中資企業取得上市地位，最早可於1984年，該年1月，華潤及中銀集團組織新瓊企業，注資康力投資，以解其困境，共注資4.73億港元，取得該公司67%股權。
1986年6月，中信集團向嘉華銀行（即現在的中信嘉華銀行）注資3.5億港元，取得92.5%股權。
接近同期，招商局和兆亞國際組成新思想向友聯銀行（即現在的中國工商銀行（亞洲））注資4億，得61%股權。
1987年2月，粵海集團購入殼股友聯世界，同期越秀集團又購入華盛國際，借殼上市。
直至此時仍較被動，至1989年，紅籌只得6隻，市值僅60億，只佔市值總額的0.2%。
1990年，中信集團取得泰富發展控制權，並注入以國泰航空、港龍航空等資產，成為現在的中信泰富。
在1992年7月，招商局把附屬公司海虹在港上市，
集資8,200萬元，成為第一隻在港直接上市的紅籌。
1993年7月15日首家H股公司青島啤酒在港上市，以每股2.8元上市，第一天上市即升至3.6元，較招股價高約28.57%，其後更升至15.8元，升幅以倍計 。

### 與期交所合併
經歷過多次牛市、股災，與1998年亞洲金融風暴，香港證券市場漸趨成熟。1999年，當時的財政司司長曾蔭權公布，為香港證券及期貨市場進行全面改革，以提高香港的競爭力及迎接市場全球化所帶來的挑戰。建議把香港聯合交易所（聯交所）與香港期貨交易所（期交所）實行股份化，並與香港中央結算有限公司合併，由單一控股公司香港交易所擁有，當時聯交所共有570家會員公司。2000年3月6日，三家機構完成合併，香港交易所於2000年6月27日以介紹形式以每股3.88元，在聯交所上市，當天開市為七點二元，最高為九點二元，收市為八點一五元，較招股價高百分之一百一十一。

## 期貨交易史
香港的期貨交易始於1976年12月17日成立的香港商品期貨交易所（The Hong Kong Commodities Exchange Ltd.）。該交易所最初只設立棉花期貨，其後於1979年至1980年間再增設、原糖、大豆及黃金期貨交易。1981年起逐步取消交易疏落的棉花期貨、原糖期貨及大豆期貨，只剰下黃金期貨交易。1985年5月香港商品交易有限公司改名為香港期貨交易有限公司（The Hong Kong Futures Exchange Ltd.），負責所有商品及金融期貨業務，恆生指數期貨買賣更由當時開始。1991年開創90日同業拆息率。恒生指數期權合約（Hang Seng Index Options）於1993年3月5日開始買賣，購買期權者可在到期日，以行使價買入或賣出恒生指數。

## 延伸阅读
- 《香港金融業百年》，馮邦彥著，三聯書店（香港）有限公司 ISBN：962-04-2129-9
- 《香港股史 1841-1997》，鄭宏泰、黃紹倫著，三聯書店（香港）有限公司 ISBN：962-04-2579-0